# 稲沢厚生病院
愛知県厚生農業協同組合連合会 稲沢厚生病院（あいちけんこうせいのうぎょうきょうどうくみあいれんごうかい いなざわこうせいびょういん）は、愛知県稲沢市（旧・中島郡祖父江町）にある、JA愛知厚生連（愛知県厚生農業組合連合会）が運営する病院。全国厚生農業協同組合連合会の病院の一つである。かつては愛知厚生連尾西病院の名称が使われていた。
以前の名称に使われた尾西とは、尾張西部の意味であり、旧・尾西市（現・一宮市）、および尾西市民病院（後の一宮市立尾西市民病院、現・尾西記念病院）との直接の関係はない。しかし、稲沢市に所在するものの旧・尾西市に所在する病院との認識が強かった背景から、尾西病院から稲沢厚生病院への名称変更が行われた。

## 概要
愛知県尾張西部医療圏の西南部地域（稲沢市、津島市、愛西市など）の急性期医療を担う中核病院である。
精神科医療、介護に力を入れている。訪問看護、訪問リハビリ、精神科デイケアの取り組みを行っている。
病床数は323床（一般病床168床、精神病床100床、療養病床55床）。
2014年（平成26年）11月4日より尾西病院から稲沢厚生病院に改称。

## 診察科
- 内科
- 消化器科
- 循環器科
- 精神・神経科
- 外科
- 整形外科
- 脳神経外科
- 小児科
- 眼科
- 皮膚科
- 泌尿器科
- 産婦人科
- リハビリテーション科
- リウマチ科
- 耳鼻咽喉科　など

## 沿革
- 1945年（昭和20年）11月 - 愛知県農業会尾西診療所として開設。
- 1948年（昭和23年）8月 - 経営を愛知県厚生農業協同組合連合会（JA愛知厚生連）へと移管。
- 1951年（昭和26年）2月 - 尾西病院に改称。
- 2009年（平成21年）4月 - 愛知県より災害拠点病院の指定を受ける[1]。
- 2014年（平成26年）11月 - 稲沢厚生病院に改称。

## 交通アクセス
- 名鉄尾西線「森上駅」より徒歩で約10分。
- 稲沢市コミュニティバス「稲沢厚生病院」バス停下車、徒歩ですぐ。
- 名鉄尾西線「森上駅」、「玉野駅」などや、旧・祖父江町、旧・平和町を巡回する、尾西病院巡回バス（無料）もある。